# 어름치 (만화)
《어름치》는 매주 월요일 작가 박세가가 다음 웹툰에서 연재하는 웹툰이다.